# Kubanski (Pxékhskaia)
|  | Per a altres significats, vegeu «Kubanski». |

Kubanski - Кубанский (rus) - és una stanitsa del krai de Krasnodar, a Rússia. És a la riba dreta del riu Pxekha, afluent del Bélaia, a 19 km al sud-oest de Belorétxensk i a 77 km al sud-est de Krasnodar. Pertany a la stanitsa de Pxékhskaia.